# Papež Evarist
Sveti Evarist, rimski škof, mučenec in svetnik rimskokatoliške Cerkve, * 1. stoletje n. št., Antiohija (Sirija, Rimsko cesarstvo); † 107, Rim, (Italija, Rimsko cesarstvo).
Goduje 26. oktobra.

## Življenjepis
Evarist (Liberianov katalog ga imenuje Arist) je bil sin helenističnega Juda iz Betlehema, rojen v Antiohiji v Siriji. Kot rimski škof je razdelil Rim na sedem diakonatov. Rim je tako razdelil na 25 župnij. V Rimu je vladal kot papež osem let. V njegovem času so v Rim pripeljali svetega škofa Ignacija Antiohijskega, da bi ga kot kristjana vrgli pred zveri. Evarist je verjetno pretrpel mučeništvo za časa cesarjev Trajana ali Hadrijana. Pokopan je v Vatikanu, blizu groba svetega Petra. Dva dekretala, ki mu jih pripisuje Psevdo-Izidor, nista pristna.

### Ocena
Zanesljivo je torej, da se je Evarist rodil v 1. stoletju, da je bil 4. naslednik apostola Petra kot papež v Rimu, in da je pokopan blizu groba apostola Petra v Vatikanu. Nekateri zgodovinarji pa nasprotujejo trditvi, da je umrl mučeniške smrti in tudi nekaterim drugim podatkom. Ker je njegov god ohranjen kot papeža in mučenca 26. oktobra, to govori v prid tezi o njegovem mučeništvu, čeprav Irenej tega ne omenja.
Navadno se zgodovinsko jedro skriva tudi v legendah. Skozi burno zgodovino, zlasti zaradi preganjanj, se je mnogo virov iz prvih stoletij krščanstva izgubilo; ostalo pa je bogato izročilo. Kakor so se nekdaj nekateri nagibali k nekritičnemu sprejemanju vseh legendarnih podatkov, tako danes gredo v drugo skrajnost, da dvomijo v vse izročilo, ki ga ne potrjujejo izkopanine (historizem). Resnica je nekje v sredini.